# Crassula capensis
Crassula capensis är en fetbladsväxtart som först beskrevs av Carl von Linné, och fick sitt nu gällande namn av Henri Ernest Baillon. Crassula capensis ingår i släktet krassulor, och familjen fetbladsväxter.

## Underarter
Arten delas in i följande underarter:
- C. c. albertiniae
- C. c. promontorii

## Bildgalleri

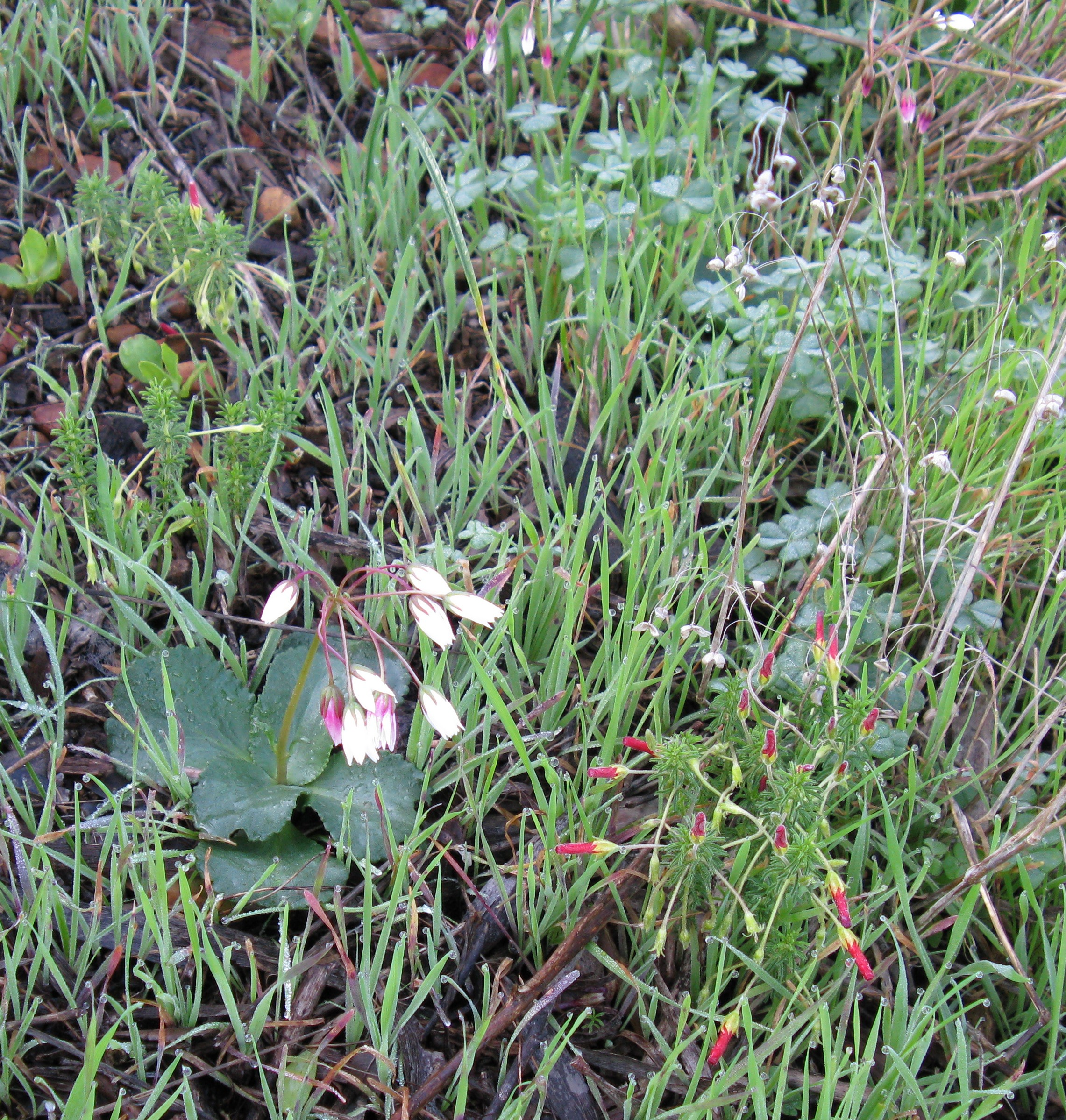
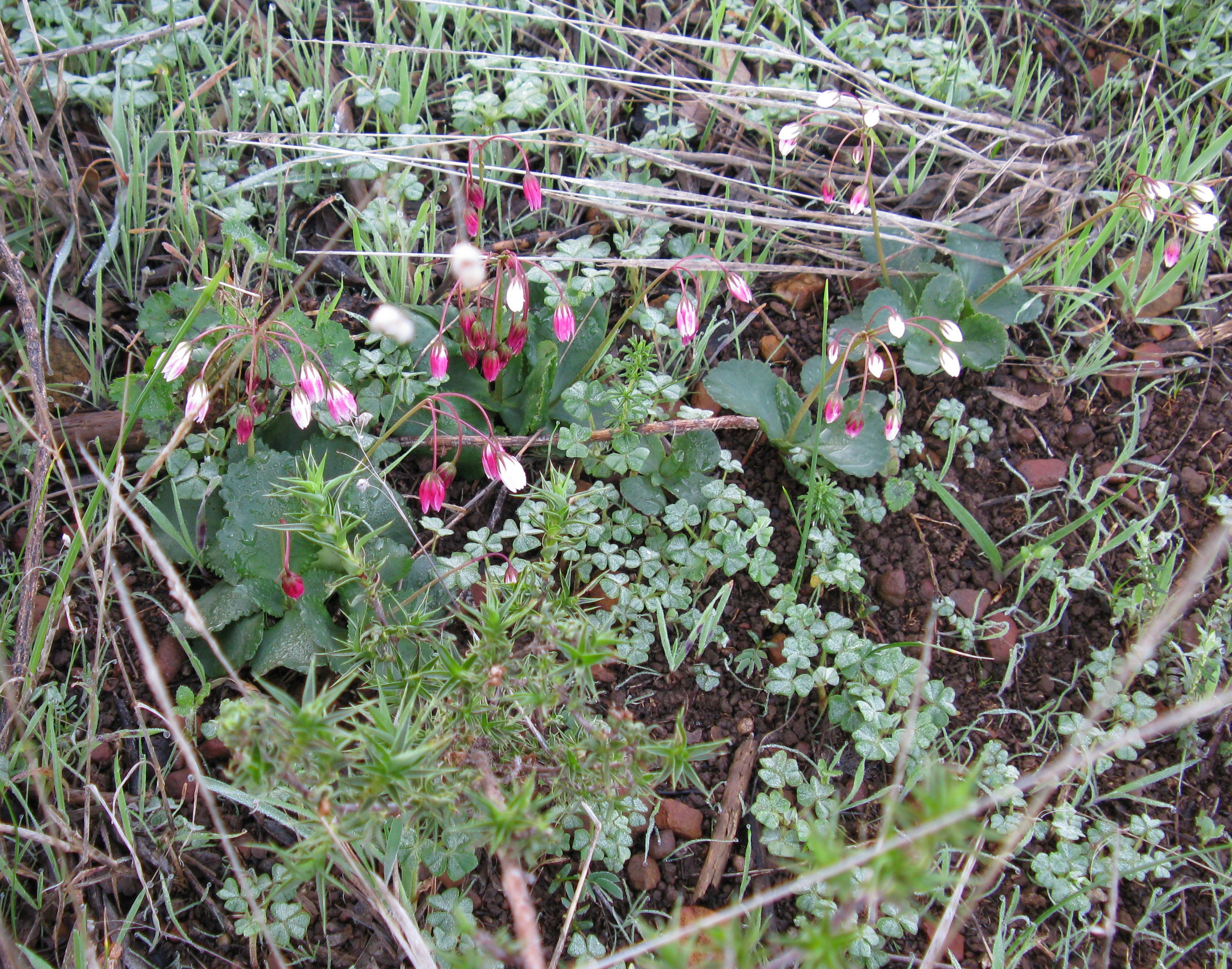
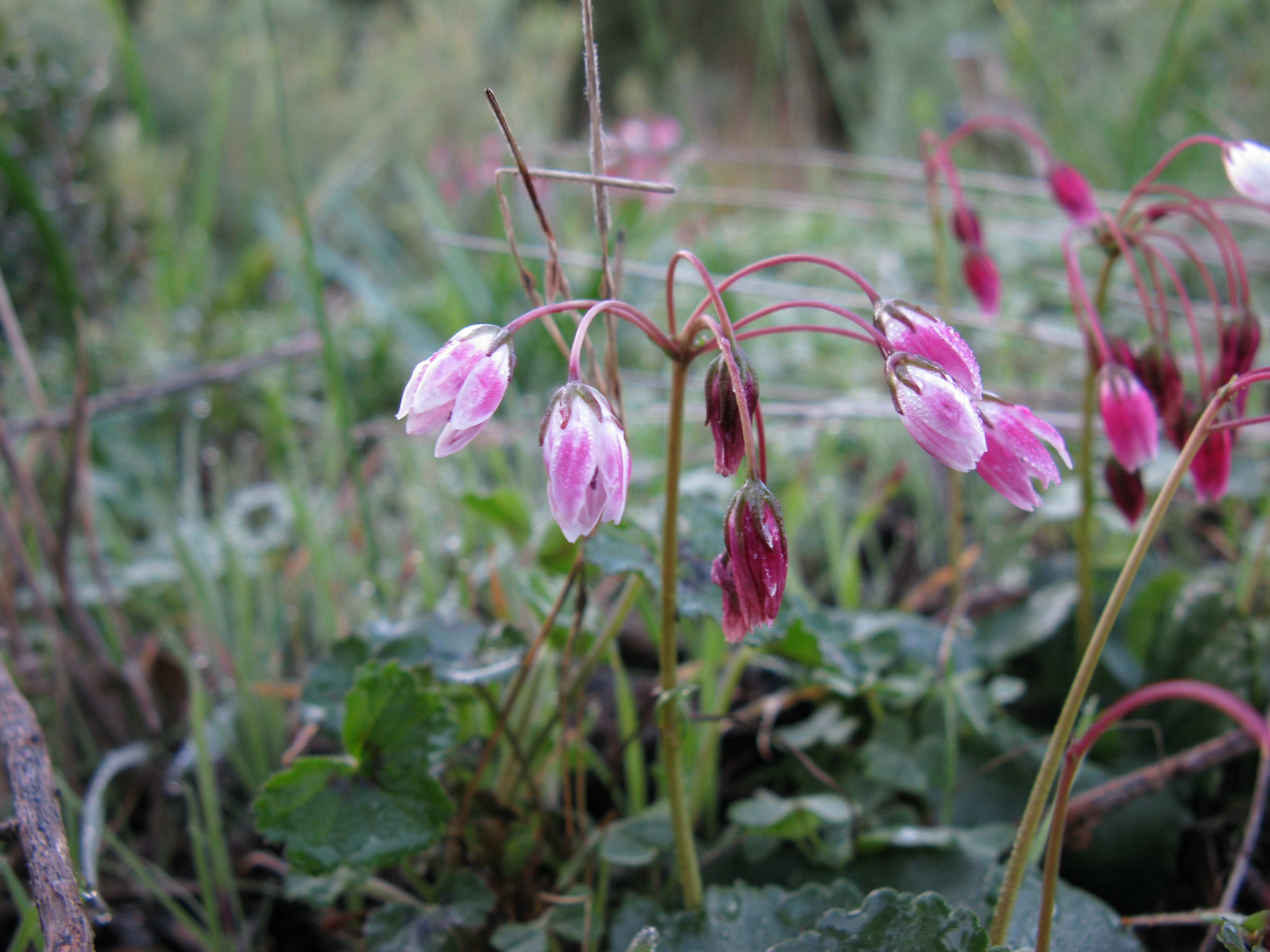
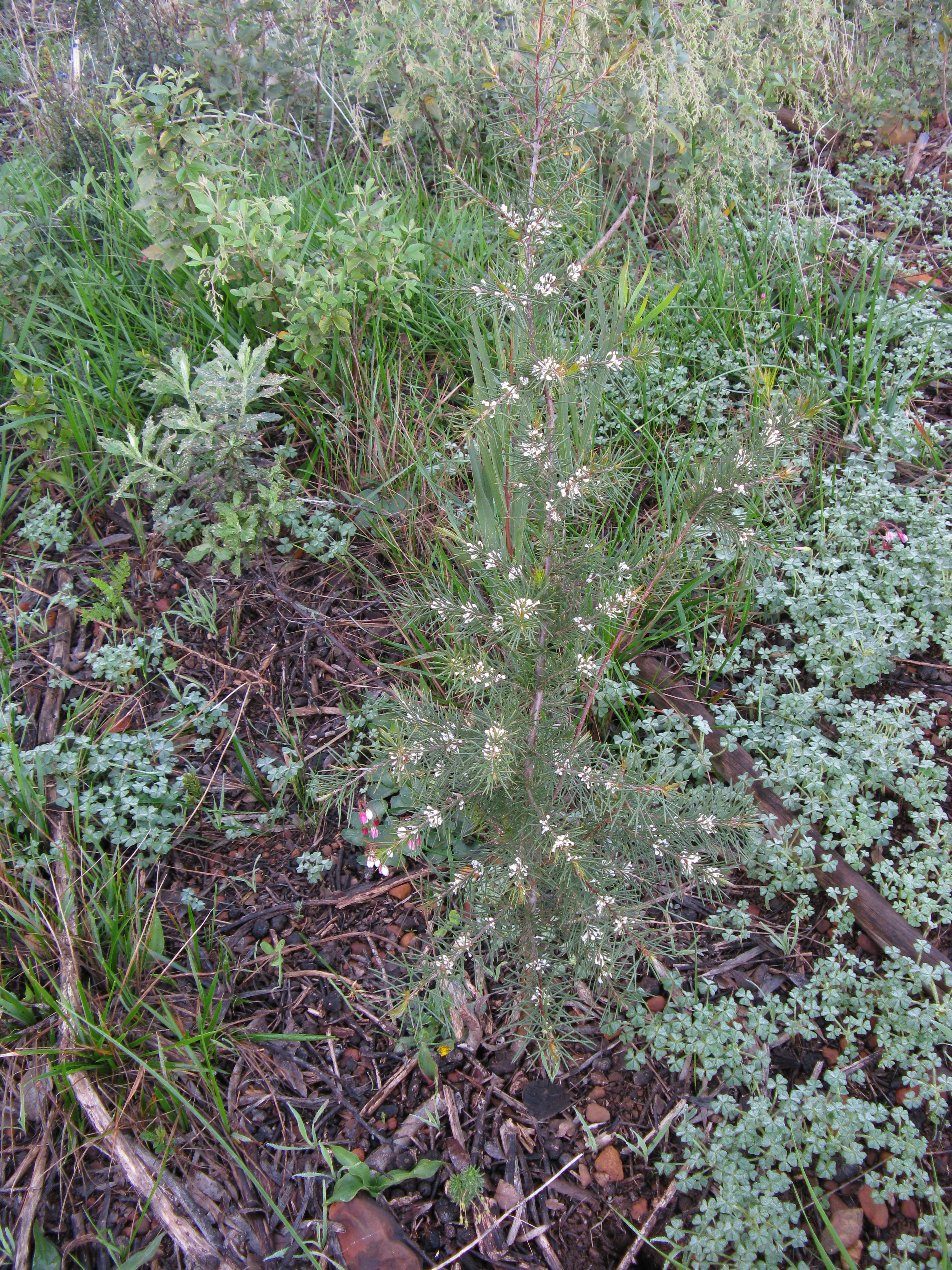
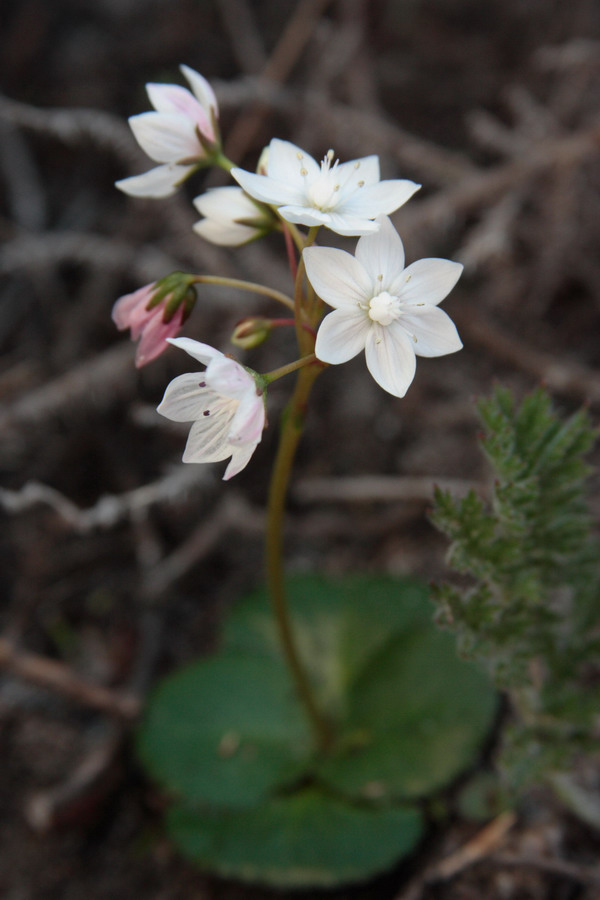